# Louise van den Heuvel
Louise van den Heuvel ('s-Gravenhage, 15 januari 1997) is een Nederlandse bassiste, componist en docent. Ze heeft samengewerkt met artiesten zoals Zwangere Guy, Lander Gyselinck en Bruno Vansina. Sinds 2023 maakt van den Heuvel ook neo-soul met de Franse/Brusselse zangeres STACE. Meer recent werkt ze samen met Bex. Met haar voormalige leraar en "mentor" Stéphane Galland, ook gekend van Aka Moon, speelt van den Heuvel ook in de Rhythm Hunters en The Gallands. Daarnaast heeft ze ook haar eigen ensembles Dishwasher_ en Sonic Hug.

## Biografie
Van den Heuvel begon op haar zevende op een akoestische gitaar te spelen, maar stapte als twaalfjarige onder invloed van Jimi Hendrix over op een elektrische. Als tiener was ze een grote fan van de Red Hot Chili Peppers en toen ze vijftien jaar oud was, kocht ze vanwege haar idool Flea een grasgroene Flea Jazz basgitaar van het merk Fender. Daarna worden jazzgrootheid  Jaco Pastorius en vrouwelijke bassisten zoals Tal Wilkenfeld en Esperanza Spalding haar voorbeeld. Na haar bachelorstudies aan het conservatorium van Maastricht gaat ze voor haar masterdiploma naar Gent. In 2021 studeert ze cum laude af aan het Koninklijk Conservatorium van Brussel. Haar afstudeerproject focust op de renovatie van geluid door het mixen van moderne muziektechnologieën en effectpedalen. Deze past ze daarna ook toe voor haar composities, naast ritmische concepten en praktijken die ze baseerde op de lesmethoden van drummer Stéphane Galland en pianist Malcolm Braff.
In 2019 richt ze samen met Werend Van Den Bossche (saxofoon, synths, effecten) en Arno Grootaers (drums) de groep Dishwasher_ op. Het geluid van deze formatie wordt wel eens omschreven als "krautjazz", een combinatie van krautrock en jazz. De voornaamste kenmerken van deze band zijn improvisatie en het experimenteren met structuren en texturen, met songlengtes en het gebruik van invloeden uit verschillende andere stijlen, zoals elektronische muziek, Oosterse en Balkanmuziek, naast dance, hiphop en metal. In 2022 verschijnt een eerste release van Dishwasher_: de liveplaat Improv Jazz In The Rain, die als download verkrijgbaar is bij Bandcamp. Datzelfde jaar krijgt Dishwasher_ de titel "Jong Jazztalent Gent" op het Gent Jazz Festival. In april 2023 verschijnt het gelijknamige album Dishwasher_. Humo vergelijkt de muziek op dit album met STUFF. en Squarepusher.
Als rapper Zwangere Guy en jazzdrummer Lander Gyselinck, van wie Van den Heuvel nog les kreeg tijdens haar introductieweken aan het Gentse conservatorium, samen het album Pourriture Noble uitbrengen in 2022, vragen ze haar als live-muzikant voor hun tournee. De andere muzikanten tijdens deze tour zijn Dries Laheye, Sam Comerford, Adriaan Van De Velde, Bert Cools, Jasper Maekelberg en Paulo Rietjens.
In 2023 is ze artist in residence bij Ha Concerts in Gent. In augustus van dat jaar vertegenwoordigt ze dat muziekhuis op het Saalfelden Jazzfestival in Oostenrijk, waar ze deelneemt aan Melting Pot, een creatieve en experimentele vrijhaven voor jong Europees talent. Dit is het eerste in een reeks van vijf impro-concerten op evenveel Europese podia. Op 14 maart 2024 gaat de voorstelling House of Wu Fei: 'Tides and Time' in première, een samenwerking tussen Wu Fei (guzheng, vocals), Simon Segers (drums), Dijf Sanders (electronica) en Louise van den Heuvel. Ze creëert ook een nieuwe soundtrack voor de toiletten van het gebouw, waarmee ze Liesa Van der Aa opvolgt.
Ter gelegenheid van de 30ste verjaardag van W.E.R.F. Records en JazzLab krijgt van den Heuvel in 2024 carte blanche voor een nieuw project, waar een tournee en album aan gekoppeld worden. Hiervoor richt ze het combo Sonic Hug op, met verder Hendrik Lasure, Sam Comerford en Daniel Jonkers. Over haar debuut als bandleider en zangeres zegt ze: "In andere bands perform ik vanuit een heftiger energie, nu wilde ik een zachter, verhalender palet creëren."
Van den Heuvel is docent aan de LUCA School of Arts in Leuven en gastdocent aan het Conservatorium van Maastricht.

## Discografie
- 2022 - Dishwasher_ "Improv Jazz In The Rain" (digitale release)[30]
- 2023 - Dishwasher_ "Dishwasher_" (LP en CD, Sdban Ultra Records)[31]
- 2024 - Louise van den Heuvel (Sonic Hug) "Sonic Hug" (LP, W.E.R.F. Records)